# Redes Energéticas Nacionais
REN - Redes Energéticas Nacionais, SGPS, S.A. (anciennement appelé Rede Eléctrica Nacional S.A.) est une société chargée de la gestion du réseau électrique et de gaz du Portugal, qui fait partie de l'indice PSI-20.

## Activités
Ses activités principales sont :
- la gestion globale du système de fourniture d'électricité publique du Portugal, avec l'objectif de garantir la stabilité et la sécurité de l'alimentation électrique
- le développement et l'exploitation du réseau électrique à très haut voltage dans le Portugal
- la gestion des sites de génération d'électricité
- la gestion des appels d'offres publics pour la construction et l'exploitation des nouveaux sites de génération d'électricité.
- le stockage et le transport de gaz naturel liquéfié (la société possède et exploite un terminal GNL à Sines).

## Actionnaires
Principaux actionnaires au 24 avril 2019 :
| Nom                                                          | Actions     | %     |
| State-owned Assets Supervision and Administration Commission | 166 797 815 | 25,0% |
| Oman Oil Company                                             | 80 100 000  | 12,0% |
| Lazard Asset Management Pacific                              | 36 043 972  | 5,40% |
| Fidelidade Companhia de Seguros                              | 35 334 222  | 5,30% |
| Red Eléctrica de España                                      | 33 359 563  | 5,00% |
| Capital Research & Management                                | 18 662 559  | 2,80% |
| Setanta Asset Management                                     | 10 740 000  | 1,61% |
| The Vanguard Group                                           | 10 012 356  | 1,50% |
| Norges Bank Investment Management                            | 9 084 817   | 1,36% |
| Acadian Asset Management                                     | 7 961 577   | 1,19% |